# Скоротово (платформа)
Ско́ротово — остановочный пункт Белорусского направления МЖД в Одинцовском районе Московской области. Расположен на линии Голицыно — Звенигород.

## История
Остановочный пункт Скоротово открыт в 1951 году. Назван в честь деревни Скоротово, которая располагается неподалёку.

## Современное состояние
Состоит из одной высокой боковой платформы, используемой для движения в обоих направлениях. На платформе расположено здание билетной кассы, которая с октября 2013 года работает в штатном режиме, кроме пятницы.
Относится к 6 тарифной зоне; не оборудован турникетами.